# Lazuli
Pour les articles homonymes, voir Lazuli (homonymie).
Lazuli est un groupe français de rock progressif, originaire du Gard. Formé en 1998 par les frères Claude et Dominique Leonetti, le groupe devient l'ambassadeur de la France sur les plus grosses scènes internationales du rock progressif.
Le groupe tourne dans toute l'Europe entre 2011 et 2014. De cette tournée, un DVD sera publié en complément des sessions enregistrées en studio live Abeille Rôde, avec une série de morceaux enregistrés lors du concert acclamé en Allemagne pour leur deuxième participation au festival Night of the Prog. En 2018 sort l'album Saison 8, bien reçu par la critique. Leur dernier album en date, intitulé 11, sort le janvier 2023.

## Histoire

### Débuts (1998–2010)

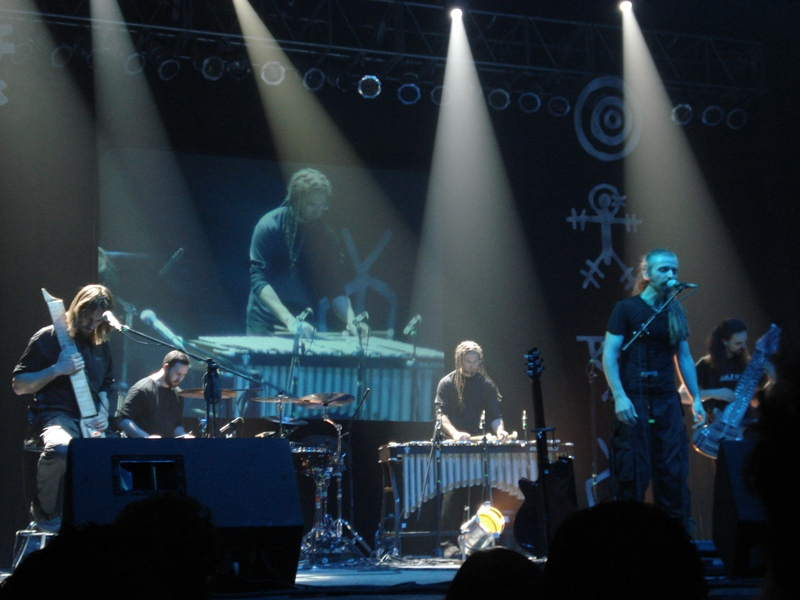
Lazuli en 2007.

Lazuli est formé en 1998 par les frères Claude et Dominique Leonetti après avoir voyagé dans le sud de la France au sein de quelques groupes locaux. À cette période, le milieu du rock est peu propice à l'exportation de la langue française. 
En quelques années, le groupe devient l'ambassadeur de la France sur les plus grosses scènes internationales du rock progressif. Inspiré par Ange, Peter Gabriel et autres Pink Floyd, le groupe se distingue par sa singularité, son instrumentation peu courante et l'invention d'un instrument appelé la Léode. Le groupe se situe quelque part entre rock, chanson, electro et world music.
Les 2 et 3 juillet 2005, il donne un concert au FIMU, Belfort. Le 12 août 2006, il joue en première partie d'Ange dans le cadre des conventions de Bergerac, pour le 60e anniversaire de Christian Décamps. Le 7 juin 2007, il joue à nouveau en première partie d'Ange, à Aix-en-Provence. Du 16 au 18 août 2007, le groupe se produit au Festival Crescendo, Saint-Palais-sur-Mer. Les 3, 8 et 9 décembre 2007, il joue en première partie de la tournée française de Fish. Le 23 mai 2009, il participe au Prog'Sud, Les Pennes-Mirabeau, et il y reviendra le 2 juin 2011. Le 11 juillet 2009, Lazuli est le premier groupe français à jouer au festival allemand de renommée mondiale Night of the Prog.

### Nouveaux albums (2011–2013)

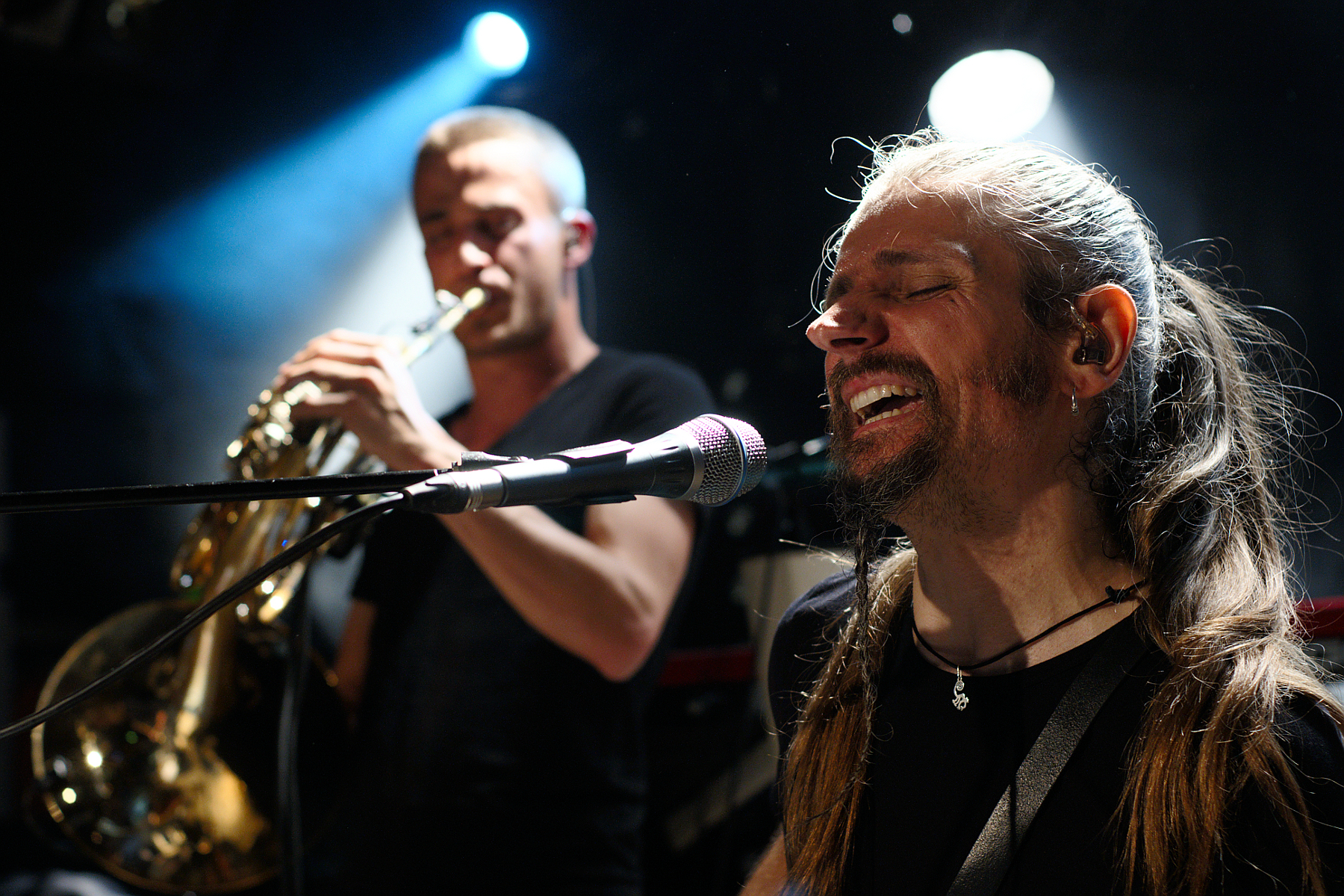
Romain Thorel et Dominique Leonetti en 2010.

En 2011, le groupe donne de nombreux concerts : il joue le 9 juillet au Concert contre le gaz de schiste, organisé au lac des Cambous, à La Grand-Combe. Puis le 27 août, à l'Énergies pour la planète, concert de soutien, à Lézan, et le 2 décembre au concert pour le Téléthon à L'Entrepôt, Le Haillan. Le 7 octobre 2011, il participe au festival britannique Summer's End, à Lydney,. 
Toujours en 2011 sort l'album consécration[réf. nécessaire] pour Lazuli 4 603 battements avec la nouvelle formation. Lazuli est désormais change de formation entretemps. 4603 battements est composé de morceaux phares comme Je te laisse ce monde qui ouvre l'album avec énergie  mais également 15h40, Les Malveillants, Le miroir aux alouettes. 4 603 battements consacre une alchimie musicale et textuelle, celle d’une voix – Dominique Leonetti, impérial –, de textes superbes et d’une musique qui mêle un rock progressif extraverti, puissant quand nécessaire : un album qui est recommandé pour les fans de Radiohead et la phase sombre de Porcupine Tree.
Le groupe tourne dans toute l'Europe entre 2011 et 2014. De cette tournée, un DVD sera publié en complément des sessions enregistrées en studio live Abeille Rôde, avec une série de morceaux enregistrés lors du concert acclamé en Allemagne pour leur deuxième participation au festival Night of the Prog.
En 2014, le groupe tourne au Royaume-Uni avec Moon Safari. Lazuli repart ensuite dans ses studios du Gard pour préparer un nouvel album Tant que l'herbe est grasse : « Doté d’une production impeccable, Lazuli est revenu pour nous offrir Tant que l’herbe est grasse : un album plein de sincérité, de subtilités et d’émotions ». La plage J'ai trouvé ta faille accueille en invité Fish avec qui l'alchimie entre la voix de William et de Dominique Leonetti opère à merveille. Le magazine Clair & Obscur dira : « Musicalement parlant, Lazuli est ici au faîte de sa forme et de son art. La formation se fend en effet d’une fusion rock teintée d’effluves ethniques et symphoniques tout bonnement « himalayesque », avec, entre autres, des séquences de Léode et de six-cordes exceptionnelles. »  

### Nos âmes SaoulesetSaison 8(2015–2019)
Après une tournée en 2014 et 2015 en France, Pays-Bas, Italie, Allemagne (troisième participation au Night of the Prog), Angleterre, Lazuli revient chez lui pour préparer l'album Nos âmes Saoules. Cet album paru en 2016 est toujours produit dans les studios propres du groupe l'Abeille Rôde et auto-produit. Ce qui frappe instantanément est la qualité sonore de l'œuvre. Cet album fait la part belle à la guitare de Gédéric Byar qui peut rappeler sur le morceau Chaussures à nos pieds un certain Joe Satriani. Les morceaux sont aussi plus élaborées et complexes comme un morceau construit en mesures ternaire Vita est circus. Lazuli offre avec Nos âmes saoules son meilleur album à ce jour et un des albums qui marquera l’année 2016. Il s’agit de dix pièces toutes remplies de réflexion car Dominique Léonetti joue avec les mots. Toujours en 2016, le groupe sort le CD/DVD Nos âmes saoules. Une édition tirée à 1 000 exemplaires composée des morceaux joués Live et d'un livre de 130 pages.  
En 2018 sort l'album Saison 8, bien reçu par la critique,,,,,,. Le magazine Prog Archives, après les avoir vu jouer en concerts et n'étant pas spécialement fan du premier album de Lazuli déclare : « l'impression très positive que ces chansons m'ont donnée lorsque je les ai écoutées en concert est plus ou moins la même que dans cet album. Leur musique n'est pas vraiment progressive, révolutionnaire ou originale, mais la qualité globale de l'album est tout simplement excellente, tant en termes de production que de compositions. » Sur Saison 8, la « Léode » est mise à l'honneur avec des crescendos qui donnent un son unique : « Lazuli ne retranscrit pas seulement des sentiments, il délivre ses messages avec un art consommé de l’introspectif dénué de clichés. Le résultat est emballant : un journal intime à la fois sombre et lumineux. » Saison 8 garantit de nouvelles émotions fortes. Un album merveilleux et chaud.
Le 20 juillet 2019, Lazuli se produit une quatrième fois au festival progressif Night of the Prog, devenant le groupe français à s'y être produit le plus de fois, tout en égalant le record des célèbres groupes et artistes britanniques IQ, Pendragon, Fish et Steve Hackett.  

### Le Fantastique envol de Dieter Böhm(2020–2020)
Le 14 février 2020, le groupe sort son dernier opus, Le Fantastique envol de Dieter Böhm,. Un album-concept qui a été inspiré par un fan du nom de Dieter Bôhm présent à presque chaque concert de Lazuli quel que soit le pays. Dominique Leonetti : « Nous l’avons remarqué au milieu de la foule en 2014 si je me souviens bien, il avait les yeux fermés et semblait être transporté par la musique. À notre sortie de scène, je ne sais plus lequel d’entre nous a dit vous avez vu le gars au milieu de la salle, j’ai vu ses pieds décoller du sol ! Cette phrase est restée dans un coin de ma tête et a sans doute été le déclencheur de cet album. À travers Dieter Böhm, ce disque est un hommage à chacun de nos auditeurs, ceux qui saisissent les chansons que nous avons jetées à la mer...[réf. nécessaire] »
Ce dernier album est salué unanimement par la critique musicale de France, Allemagne, Royaume-Uni, Pays-Bas, Italie, Canada, États-Unis,,,,,, qui le classe parmi les meilleurs albums du moment.

### Dénudéet11(depuis 2021)
Le 14 février 2021, le groupe sort un nouvel opus : Dénudé. Dans cet ouvrage, il réinterprète seize chansons sortie précédemment sur ses huit premiers albums : « Enregistré lors de nos vies immobiles de 2020, Dénudé rassemble seize versions unplugged de titres cueillis sur nos huit premiers albums. Vu d'un autre angle, comme une radiographie, ce disque déshabille nos chansons. » En 2022, le groupe se produit pour la cinquième fois au festival Night of the Prog, y faisant de lui le recordman de participations conjointement avec le groupe allemand Sylvan. Les deux groupes sont de nouveau à l'édition 2024 du festival.
C'est en janvier 2023 que sort, 11, nouvel album de onze titres.

## Léode

### Définition
Nom féminin, issu d’une contraction de Leonetti et de Claude ; Léo-de. Instrument unique au son modulable. Inventeur et musicien : Claude Leonetti. Origine : France.

### Conception
En 1992, année de rencontre entre Claude Leonetti et Vincent Maury du département Innov’art de chez Lâg et début de l’étude de la « Léode ». En 1995, la première Léode voit le jour. La Léode est née d’un rêve (« rêve » au sens propre et figuré). Privé de l’usage du bras gauche après un accident de moto, jeune guitariste de 17 ans refusant la fatalité, Claude Leonetti dévie le cours de sa destinée à la suite d’une nuit féconde. Il imagine alors, un instrument tactile ; une sorte de Lapsteel guitar électronique. Comme Claude aime à le dire avec humour : « Mon instrument est l‘accouplement improbable d’une guitare, d’un synthétiseur, d’une scie mélodique, d’une onde Martenot et d’un bout de bois»  et de rajouter : « Je suis le meilleur joueur de Léode au monde … je sais, je suis aussi le seul  ! ». Depuis 1996, La Léode trace sa route avec Lazuli sur les plus grandes scènes d’Europe et d’ailleurs.

### Fabrication
La lutherie de la Léode est en érable mouchetée. Dans le manche sont disposés quatre canaux réagissant aux déplacement et à la pression des doigts. Le cœur de la Léode, placé dans le bas de l’instrument, permet de gérer le système d’exploitation midi, l’accordage, la vélocité, et l’aftertouch.

### Sons
La Léode contrôle un sampler et un multi effet par système midi. La banque sonore est issue de synthèses et de samples. On peut y retrouver, des sons inspirés de guitare, de sarangui, de doudouk, d’ensemble de cordes mais aussi des sons plus improbables comme un chien qui hurle à la lune, la voix de chanteur de Lazuli…  toutes sortes d’ondes dont Claude retravaille les enveloppes, les timbres, les tessitures, les filtres et les LFO… Un travail d’alchimiste qui lui permet de créer un univers sonore très personnel.

### Jeu et technique
Les sons sont transmis par pression sur le manche. L’accordage peut être changé à volonté ainsi que la possibilité de mettre des sons différents sur chacune des 4 zones de jeu. Claude Leonetti explique sur le site officiel : « Quand la Léode a été créée, je ne me suis jamais demandé comment en jouer, je le savais. La Léode est une prolongation de moi même et de ma musique [...] Dès le début des années 90, je me suis passionné pour la technologie et les techniques d’enregistrements. Nous avons construit en famille, notre propre studio d’enregistrement l’Abeille Rôde, et enregistré, masterisé l’entièreté des albums de Lazuli ».

## Membres

### Membres actuels
- Claude Leonetti - Léode (depuis 1998)
- Dominique Leonetti - chant, guitare (depuis 1998)
- Arnaud Beyney - guitare (depuis 2020)
- Romain Thorel - claviers, cor d'harmonie (depuis 2010)
- Vincent Barnavol - batterie, marimba, percussions (depuis 2010)

### Anciens membres
- Gédéric Byar - guitare (2004-2020)
- Pol Amar - guitare (1998-2002)
- Marc Alméras - guitare (2002-2004)
- Sylvain Bayol - chapman stick, warr guitar (1998-2009)
- Yohan Simeon - percussions (1998-2009). Yohan a étudié le saxophone alto au conservatoire de Nîmes, puis joué dans l'orchestre régional du Languedoc, avant de s'intéresser aux groupes grunges et alternatifs, à la batterie comme à la guitare électrique.
- Fred Juan - marimba, percussions (1998-2009)

## Galerie

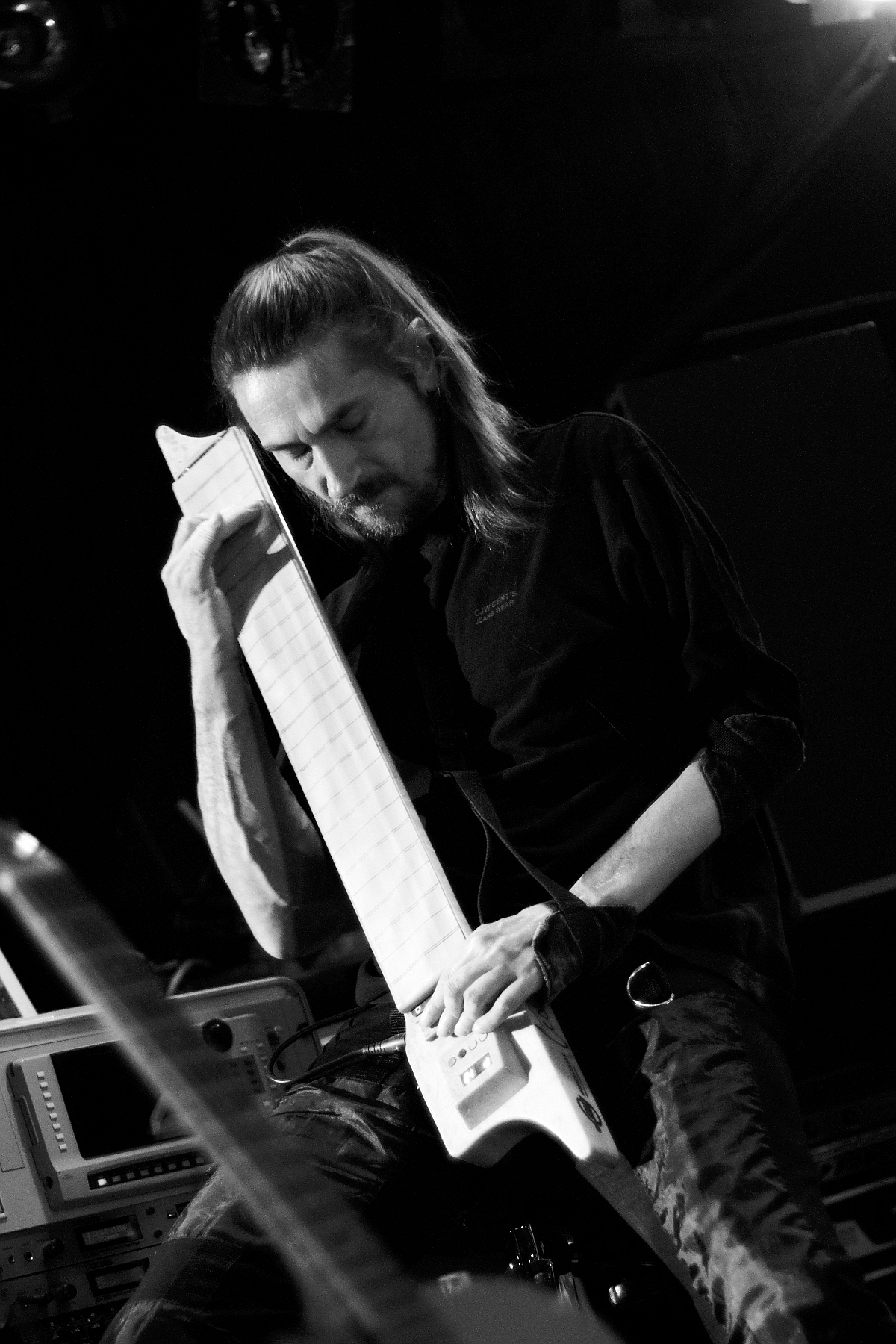
Claude Leonetti.
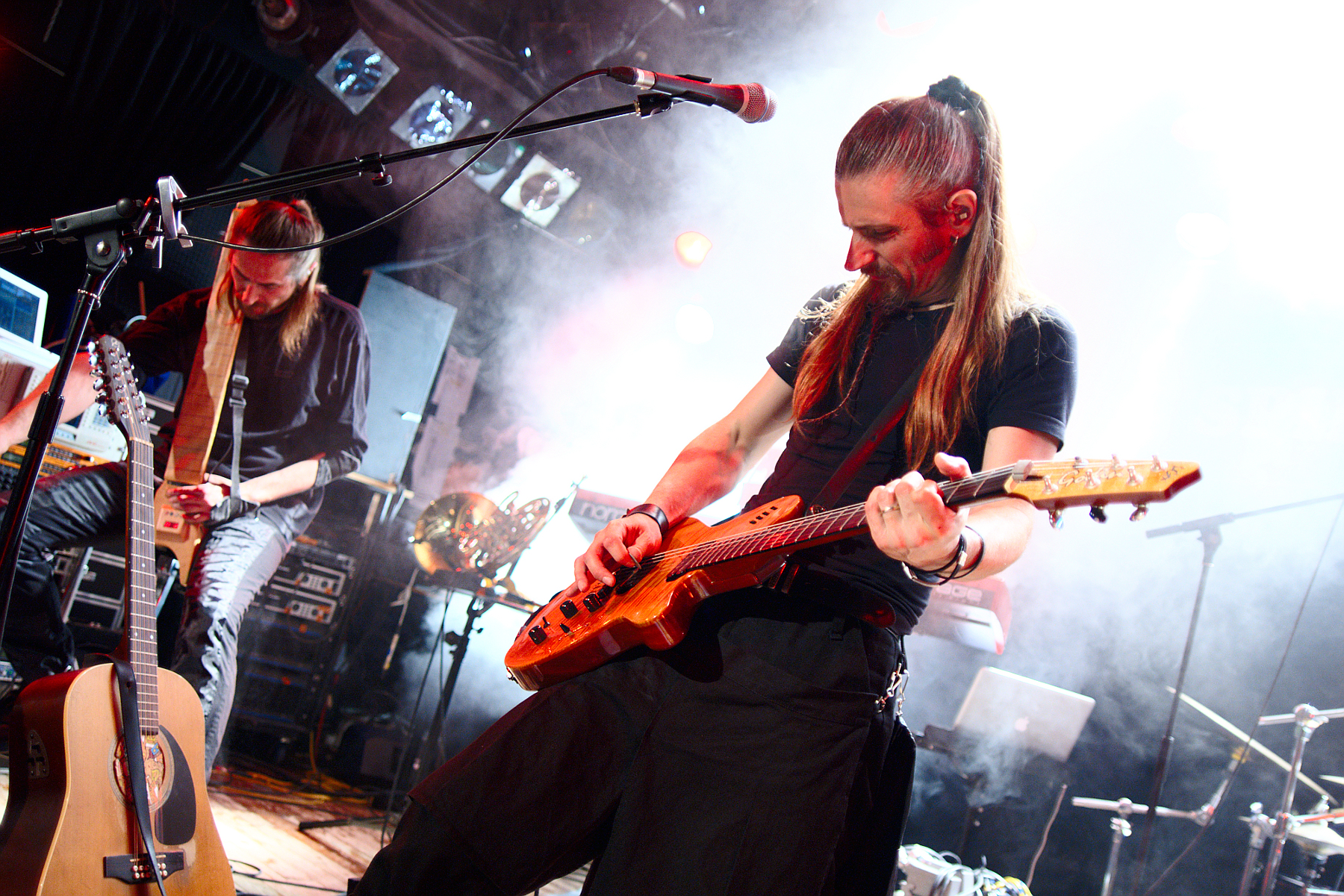
Claude et Dominique Leonetti.
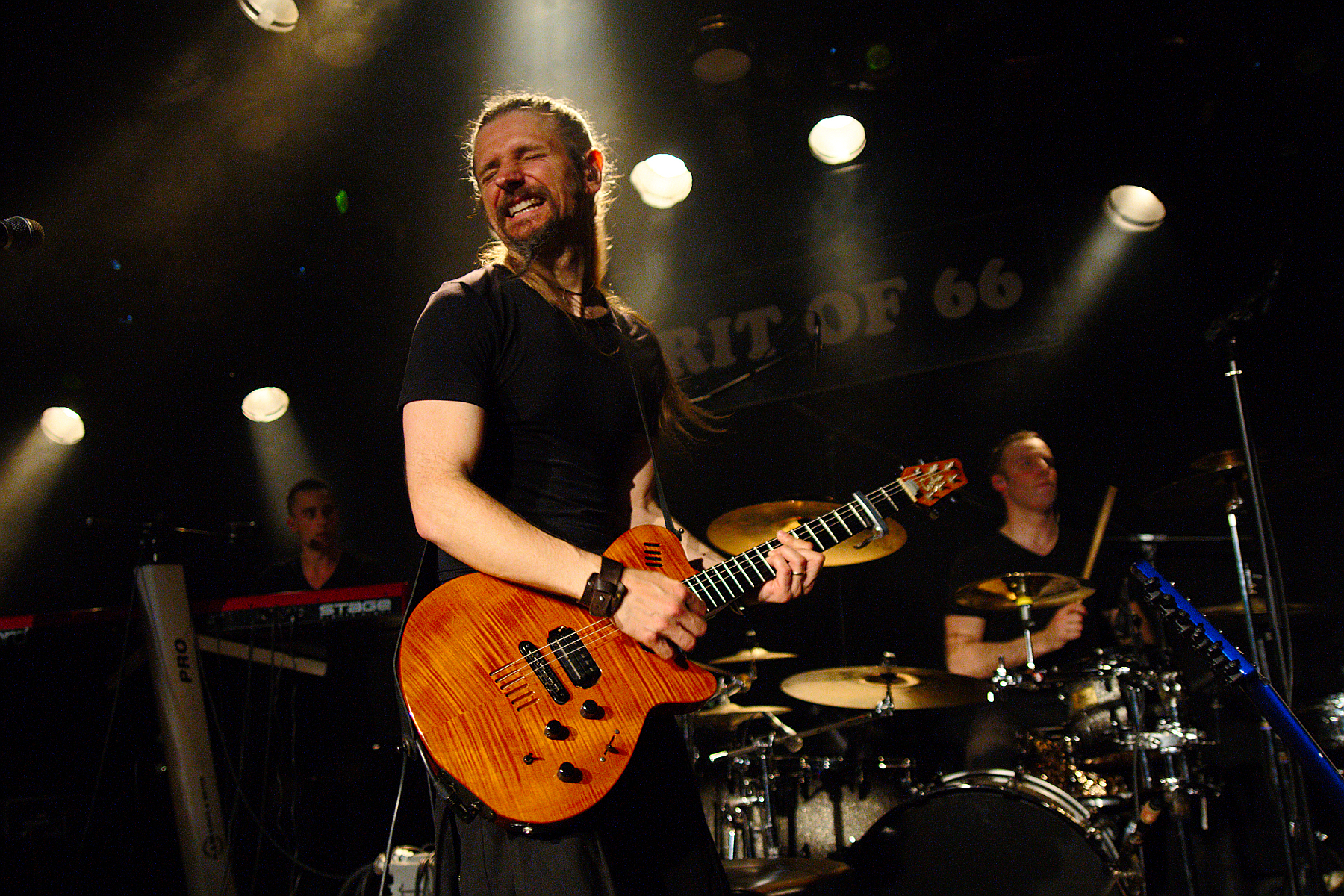
Dominique Leonetti.
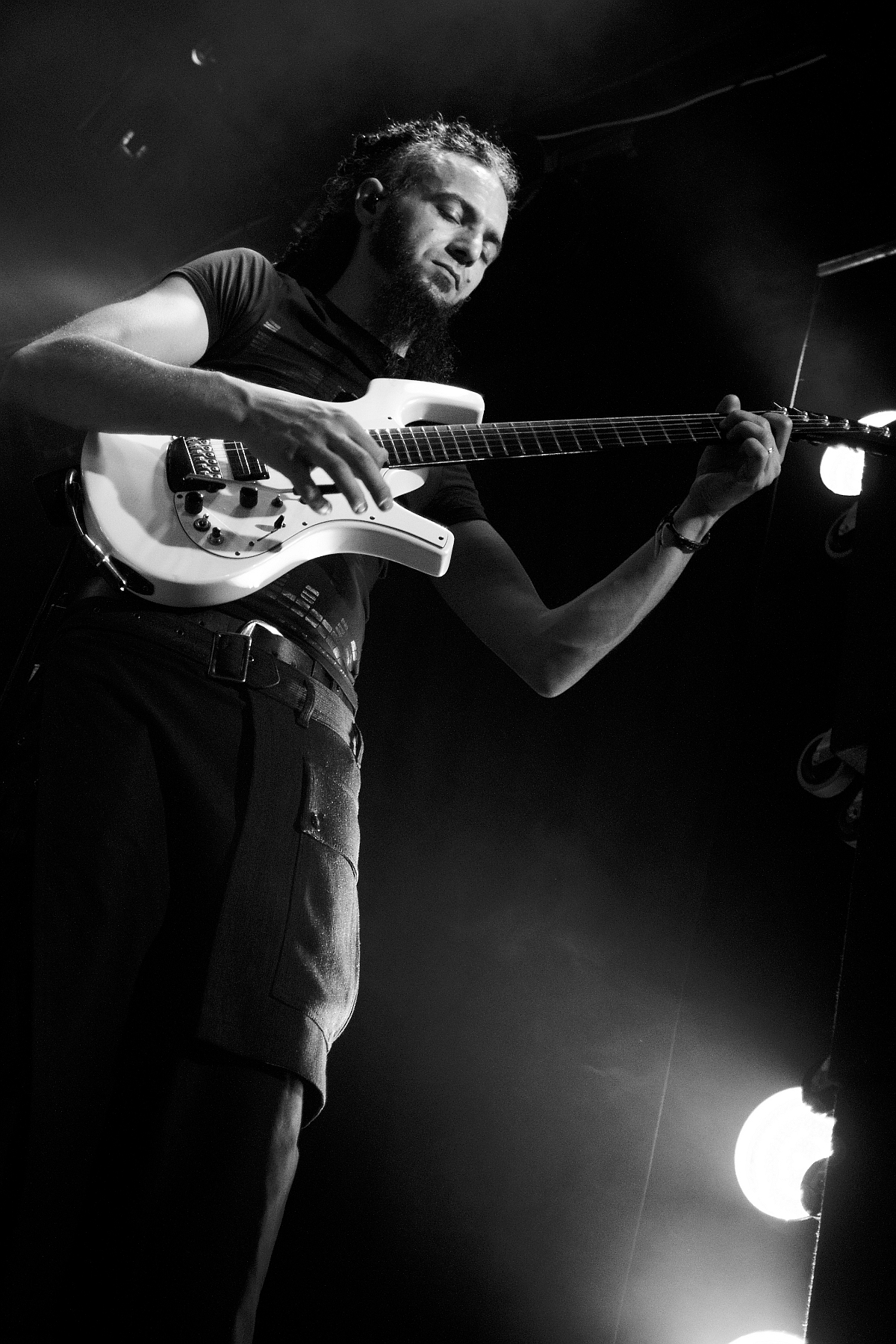
Gédéric Byar.
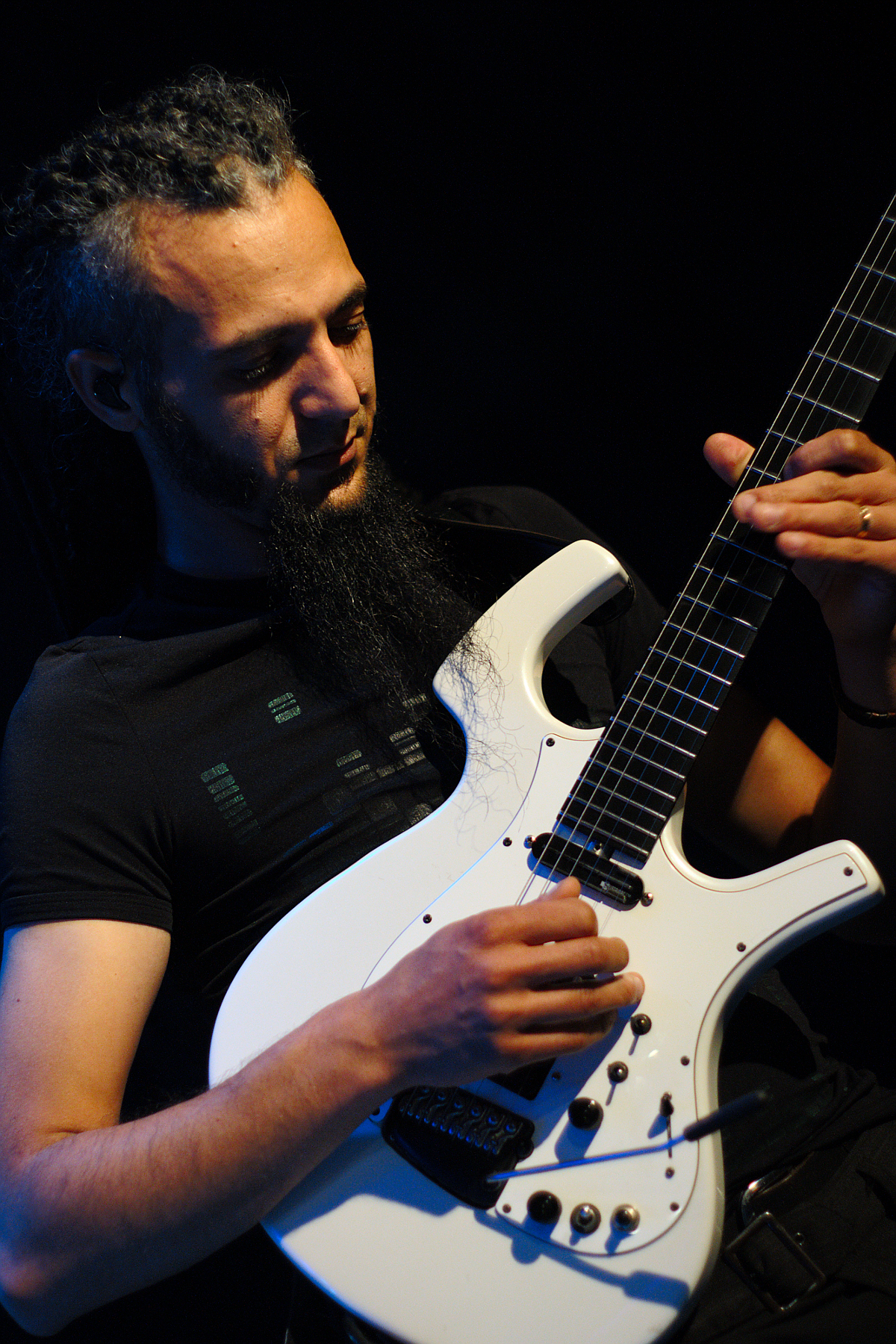
Gédéric Byar.
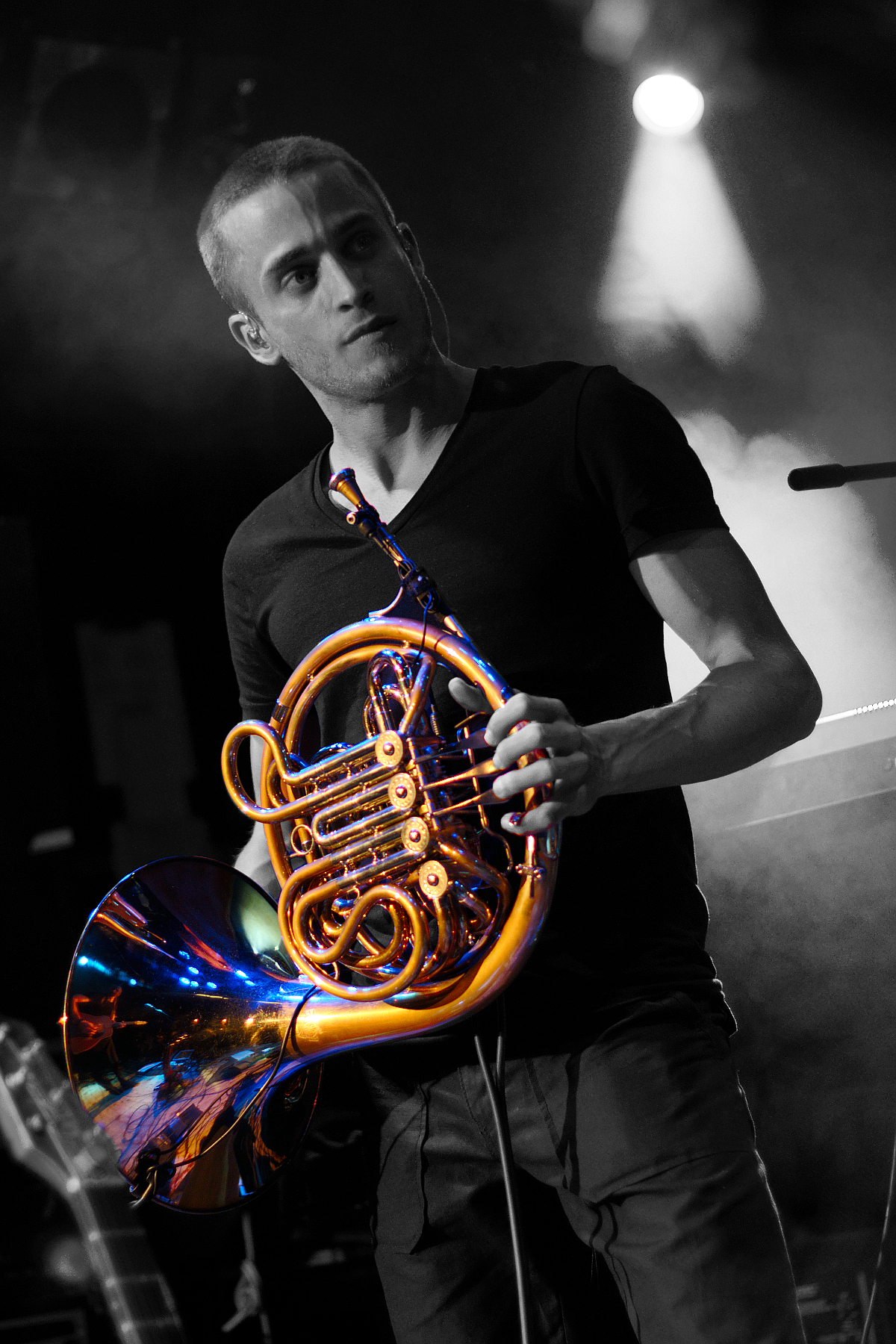
Romain Thorel.
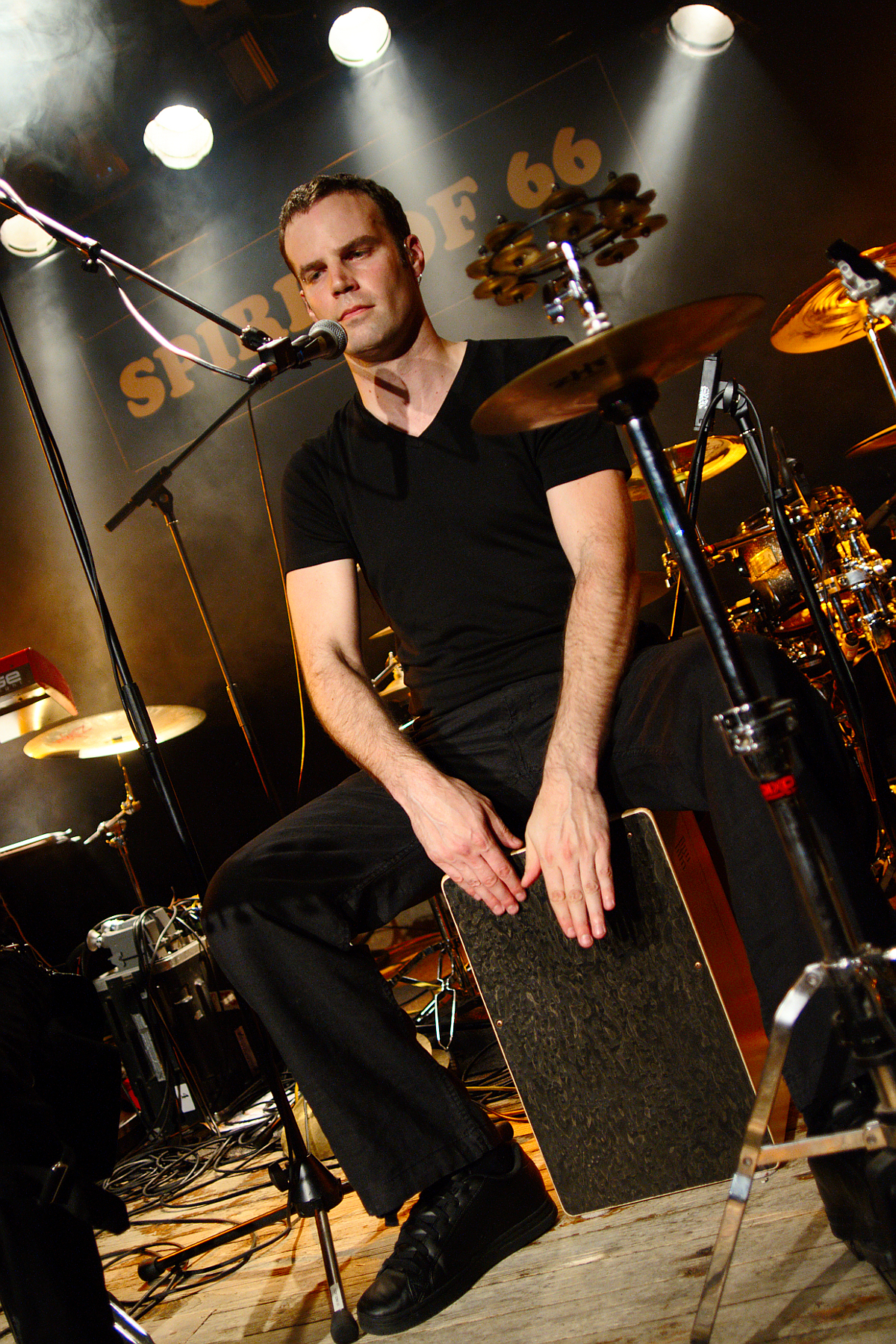
Vincent Barnavol.
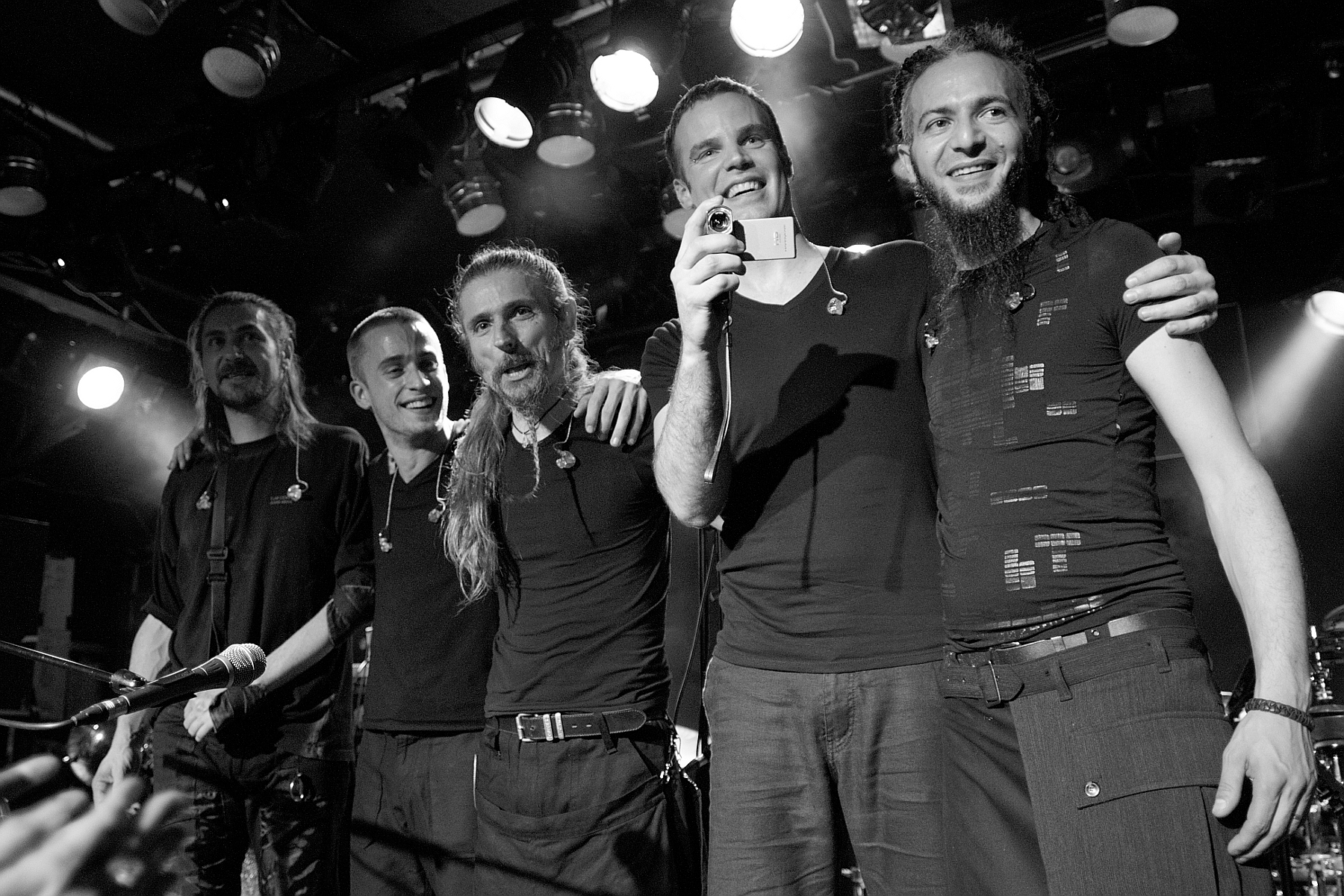
Lazuli.
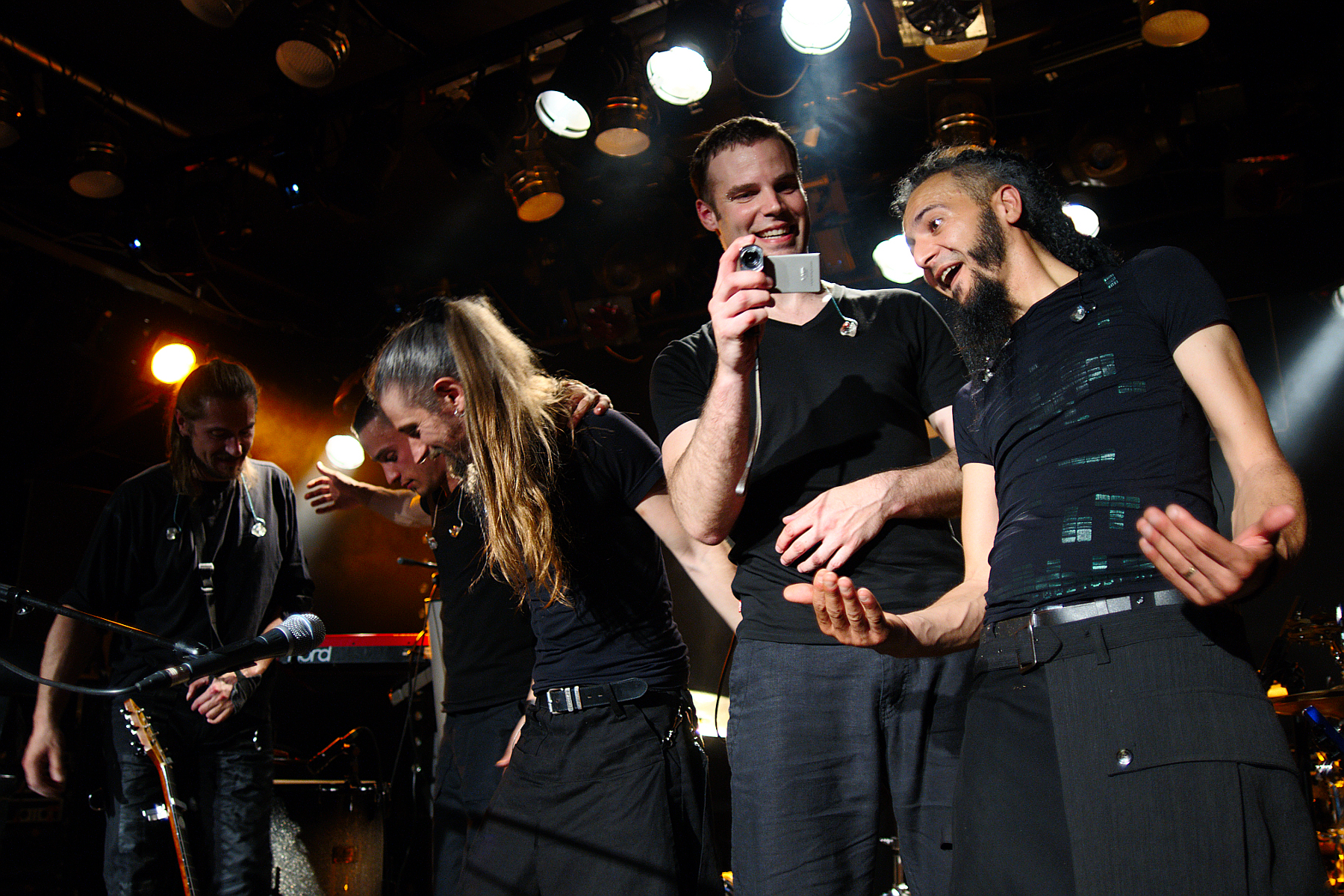
Lazuli.
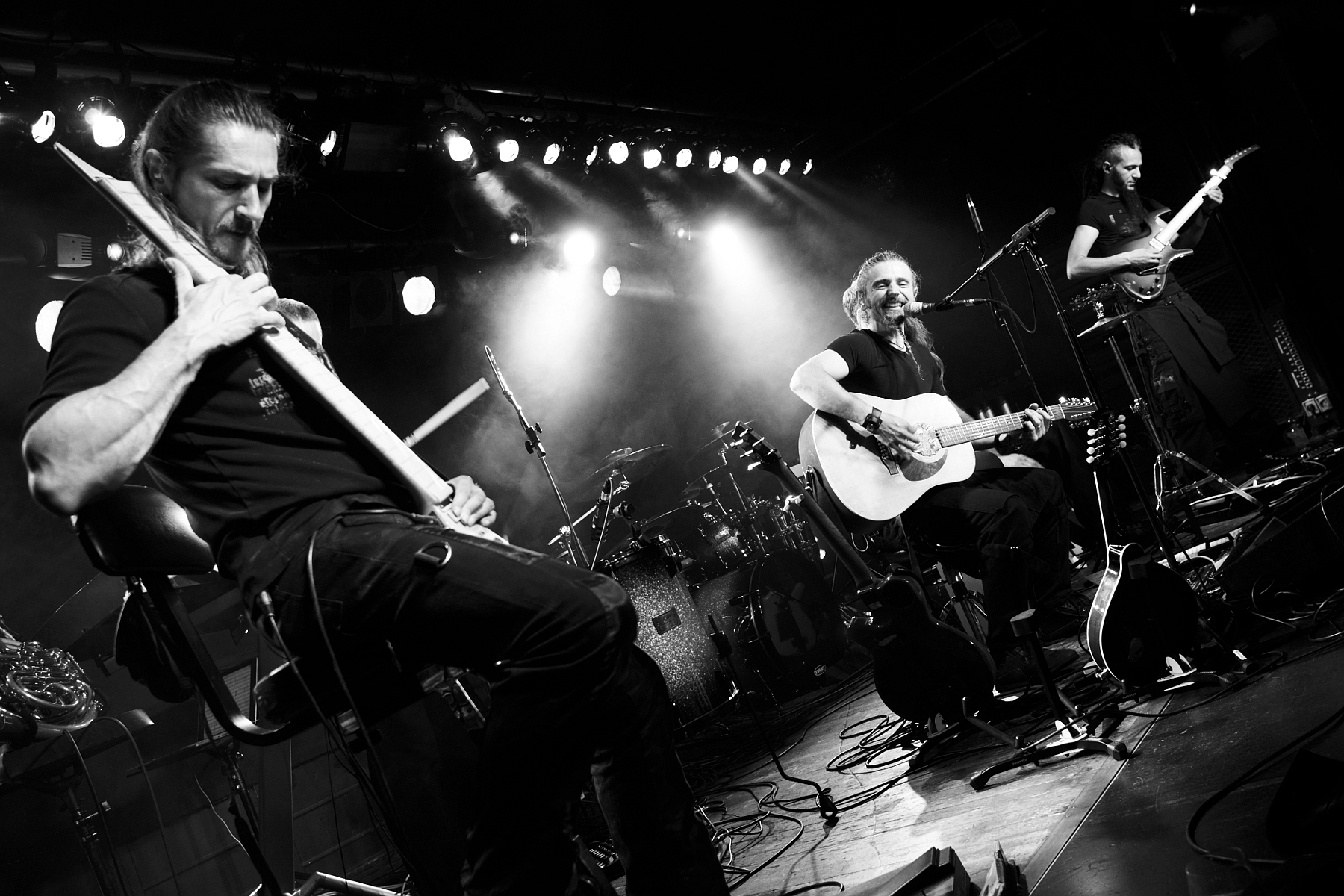
Lazuli.
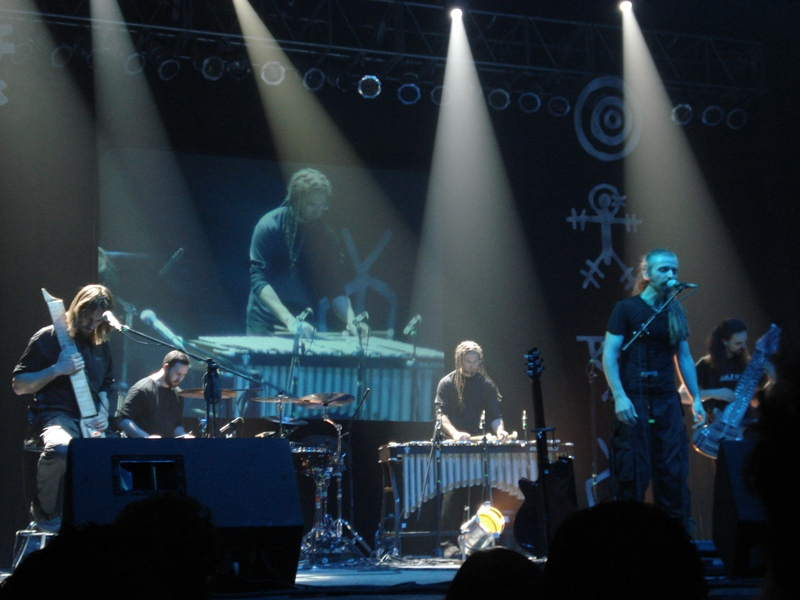
Lazuli au Baja Prog (Mexicali Mexique).